# Cable de parada

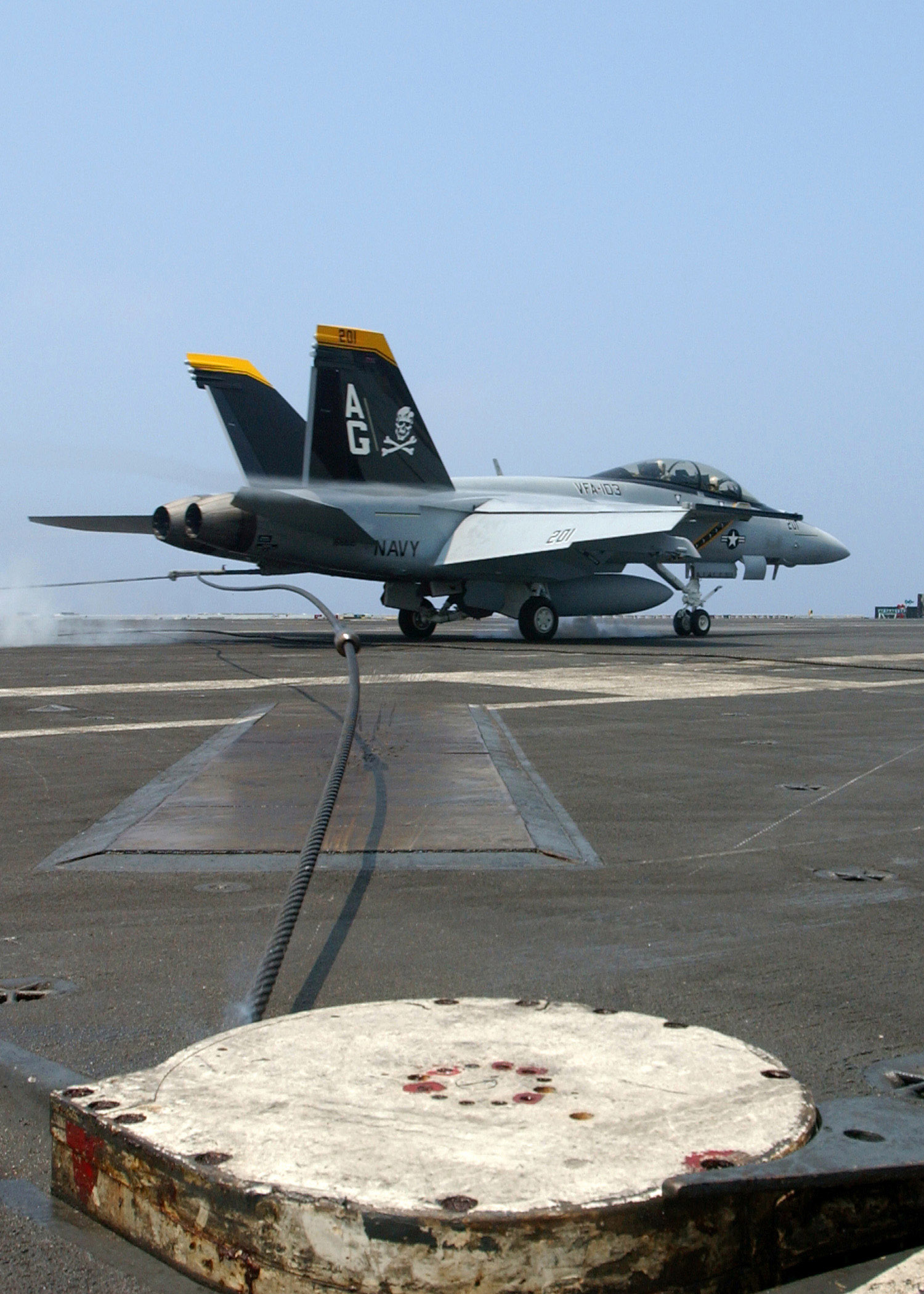
Un F/A-18F Super Hornet realizando una toma en cubierta en el portaaviones, empleando el cable de parada.

El cable de parada o cable de frenado es un dispositivo mecánico empleado para desacelerar una aeronave durante el aterrizaje.

## Descripción
El cable de parada es un elemento esencial en la aviación naval, instalándose en las cubiertas de los portaaviones preparados para desempeñar operaciones CATOBAR y STOBAR. También se utilizan sistemas similares en las pistas de aterrizaje de los aeródromos, para uso de emergencia. El sistema más habitual consiste en una serie de cables estirados en perpendicular a la zona de aterrizaje, que deben de ser recogidos por el gancho de parada de la aeronave. Durante una parada normal, el gancho de parada se acopla al cable y la energía cinética de la aeronave se transfiere a los elementos de frenado a los que están unidos los extremos del cable.
Existen también otros sistemas relacionados con el cable de parada que utilizan redes para atrapar las alas de las aeronaves o el tren de aterrizaje. Estos sistemas de barrera se emplean únicamente en casos de emergencia en los que el gancho de parada se encuentra inoperativo.